# Krążowniki pancerne typu Jingyuan
Krążowniki pancerne typu Jingyuan (spotykana stara transkrypcja: King Yuen) – typ dwóch chińskich krążowników pancernych z końca XIX wieku, zbudowanych dla Cesarstwa Chin w niemieckiej stoczni Vulcan w Szczecinie. Zbudowano dwa okręty: „Jingyuan” i „Laiyuan”, których nazwy zapisywane są w starszych systemach transkrypcyjnych spotykanych w literaturze jako „King Yuen” lub „Ching Yuan” i „Lai Yuen”. Brały udział w wojnie chińsko-japońskiej, w której oba zostały zatopione. 

## Historia
W latach 80. XIX wieku Cesarstwo Chin zaczęło zamawiać nowoczesne okręty w stoczniach europejskich w związku z rozwojem chińskich sił zbrojnych w ramach polityki tzw. samoumocnienia. Swoją ofertę zaproponowały między innymi stocznie niemieckie i w konsekwencji Chiny zamówiły w stoczni Vulcan w Szczecinie budowę dwóch pancerników typu Dingyuan oraz krążownika pancernopokładowego, wodowanego w 1883 roku, który otrzymał nazwę „Jiyuan”. Mimo braku doświadczenia stoczni w projektowaniu takich jednostek i wad takich, jak niewielka prędkość, stał się on najnowocześniejszym krążownikiem floty chińskiej. Został jednak dostarczony do Chin dopiero po wojnie chińsko-francuskiej, z końcem października 1885 roku. Z braku środków nie zamówiono początkowo dalszych jednostek, mimo ambitnych planów, i dopiero po tej wojnie wicekról prowincji stołecznej Li Hongzhang, promujący rozbudowę Floty Beiyang, zdołał przekonać cesarza do budowy dalszych krążowników tego samego typu za granicą. 4 sierpnia 1885 roku dwór cesarski wyraził zgodę na zamówienie czterech krążowników, przy tym na skutek nacisków brytyjskich, dwa z nich postanowiono zamówić w Wielkiej Brytanii. Według innej wersji, miało to służyć zdobywaniu doświadczenia z nowoczesnymi okrętami różnej konstrukcji.
Stocznia Vulcan przedstawiła projekty ulepszonego krążownika pancernopokładowego na wzór „Jiyuan”, lecz z umieszczonym wyżej pokładem pancernym i prędkością zwiększoną do 16 węzłów, oraz nowego krążownika pancernego, z pancerzem burtowym. Początkowo Li Hongzhang wybrał projekt ulepszonego krążownika pancernopokładowego i 18 września 1885 roku poseł chiński podpisał umowę ze stocznią Vulcan na budowę dwóch okrętów, za 3 miliony marek każdy. Na skutek jednak intryg dworskich, książę Chun, który objął nowo utworzoną Kancelarię do spraw Marynarki Wojennej, nakazał 15 października wstrzymanie budowy okrętów, a decydujący głos zyskała w tej sprawie cesarzowa Cixi. Ostatecznie doszło do zmiany umowy i zamówienia w stoczni Vulcan pary krążowników pancernych. Ich budowę rozpoczęto pod koniec 1885 roku. Kontrakt ze stocznią chiński ambasador Xu Jingcheng podpisał 13 lutego 1886 roku. Warto zaznaczyć, że były to pierwsze krążowniki pancerne skonstruowane w Niemczech i  opublikowano tam w celu propagandowym rozkładaną książeczkę z przekrojowymi rysunkami, mającymi zaznajomić opinię publiczną z nowoczesnymi okrętami tej klasy własnej budowy.
Pierwszy krążownik „Jingyuan” został wodowany 3 stycznia 1887 roku (według innej wersji na początku grudnia 1886 roku). Drugi okręt „Laiyuan” został wodowany 25 marca 1887 roku. Okręty ukończono w lipcu 1887 roku.

## Opis

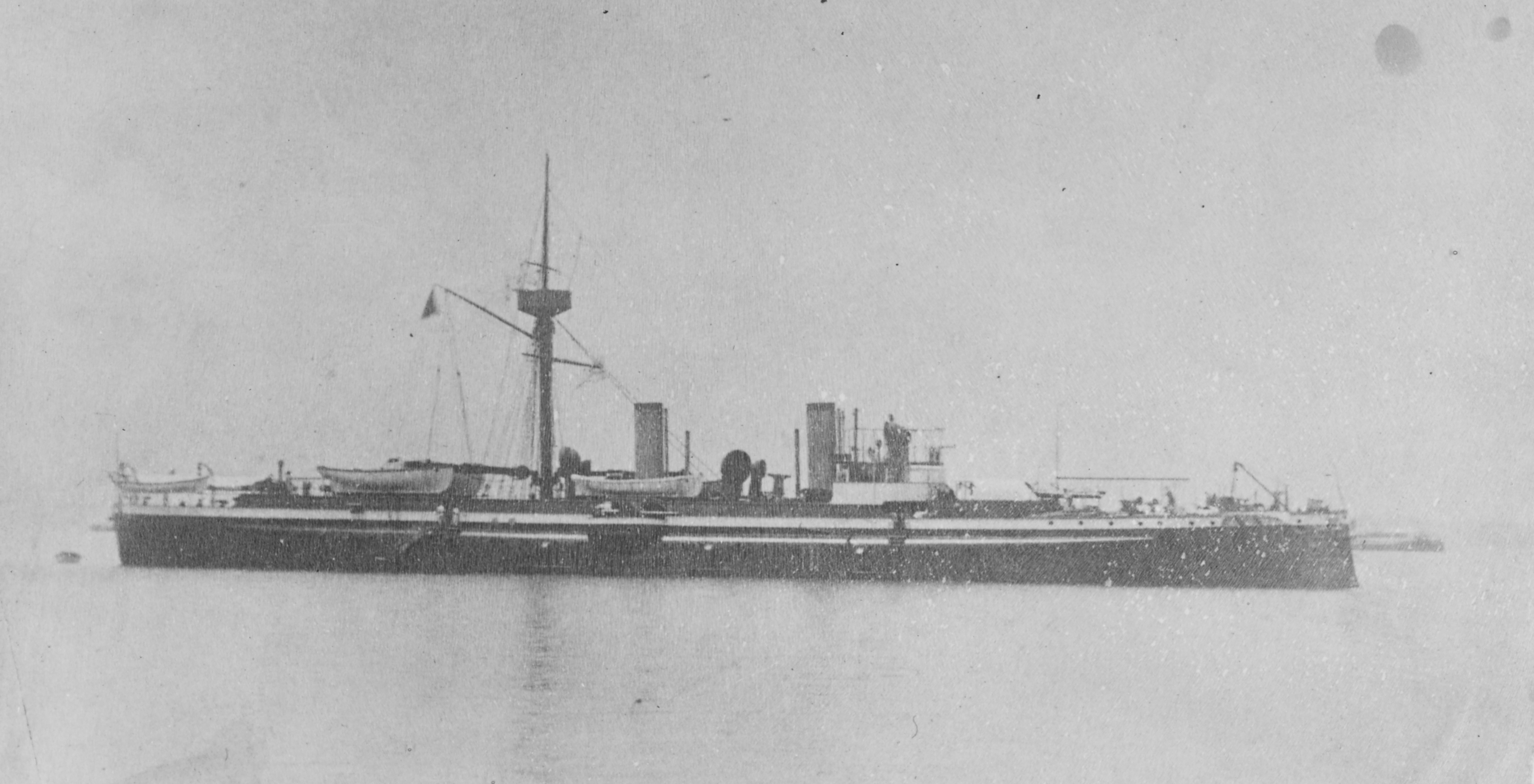
„Jingyuan” po przybyciu do Chin

Okręty stanowiły wczesny typ stosunkowo niewielkich krążowników pancernych, z częściowym burtowym pasem pancernym. Kadłub był gładkopokładowy, z dziobnicą taranową i krążowniczą rufą. Burty miały niewielkie pochylenie dośrodkowe (zawał burtowy). Pokład lekko wznosił się ku dziobowi i rufie, a na śródokręciu ciągnęło się nadburcie. Na pokładzie dziobowym był barbeta artylerii głównej nakryta maską, a za nią niewielka nadbudówka dziobowa z pancerną wieżą dowodzenia i drewnianym zakrytym mostkiem. Charakterystycznym elementem sylwetki były dwa lekko pochylone szeroko rozstawione kominy na śródokręciu i za nimi przesunięty ku rufie pojedynczy maszt z marsem bojowym. Na rufie był mały zapasowy mostek.
Wyporność okrętów podawana jest na ogół jako 2900 ton (bez bliższego określenia). Wyporność projektowa określona była również na 2933 tony. Długość całkowita wynosiła 82,4 m, szerokość 11,9 m, a zanurzenie sięgało 5,11 m.

### Uzbrojenie
Uzbrojenie główne okrętów tego typu stanowiły dwa działa Kruppa kalibru 21 cm (rzeczywisty kaliber 209,3 mm) umieszczone we wspólnej pancernej barbecie na pokładzie dziobowym, zakrytej od góry lżejszą obrotową osłoną. Większość publikacji podaje długość ich luf jako 35 kalibrów (L/35), lecz były to prawdopodobnie lżejsze działa o długości lufy 22 kalibry i masie 10 ton. 
Artyleria średnia składała się z dwóch armat kalibru 15 cm Kruppa model 1880 L/35 umieszczonych na sponsonach na burtach. Miały one kąt ostrzału po 180°, mogąc teoretycznie strzelać w kierunku dziobu i rufy, i były osłonięte maskami pancernymi.
Artylerię pomocniczą stanowiło prawdopodobnie osiem szybkostrzelnych lub wielolufowych dział małokalibrowych, w tym dwa działa 47 mm Hotchkissa (być może wielolufowe M1879), pięć wielolufowych działek 37 mm Hotchkiss M1873 (określanych też jako kartaczownice) i jedno działo podobnego kalibru Kruppa. Według niektórych źródeł, po wybuchu wojny z Japonią okręt otrzymał dwa działa szybkostrzelne 50 mm Gruson, a oprócz tego miał wówczas trzy działa 47 mm i 8 niesprecyzowanych kartaczownic. 
Uzbrojenie uzupełniały cztery stałe wyrzutnie torpedowe kalibru 350 mm dla torped systemu Schwarzkopfa (część literatury podaje kaliber 450 mm). Jedna podwodna wyrzutnia była umieszczona w stewie dziobowej, jedna nadwodna na rufie i dwie w burtach, pod kątem 45° do osi podłużnej.

### Opancerzenie
Opancerzenie stanowił przede wszystkim pas burtowy na śródokręciu w rejonie linii wodnej ze stali warstwowej (compound) o grubości 240 mm (według niektórych źródeł 230 mm), chroniący dziobową komorę amunicyjną i przedziały siłowni. Pas rozciągał się tylko na długość 42 m. Przy wyporności projektowej pas sięgał 0,6 m nad wodę, lecz przy pełnej był prawie cały zanurzony. Wysokość pasa wynosiła 1,8 m, a według innych źródeł 2,28 m, przy czym w dolnej zanurzonej części jego grubość zmniejszała się do 130 mm. Pas pancerny był zakończony dwiema poprzecznymi grodziami grubości 170 mm, tworzącymi cytadelę. Nad nią znajdował się płaski pokład pancerny grubości 40 mm, a na dziobie i rufie poza cytadelą pokład miał formę skorupy o grubości 75 mm.
Barbeta artylerii, gruszkowatej formy w rzucie z góry, była opancerzona płytami grubości 203 mm. Działa ponad nią były chronione dachem barbety połączonym ze wspólną maską pancerną grubości 37 mm. Wieża dowodzenia miała ściany grubości 150 mm (według innych źródeł, 160 mm). Chroniony pancerzem 40 mm był jeszcze szyb windy amunicyjnej. Maski dział kalibru 15 cm miały pancerz grubości 37 mm. Lekki pancerz miał też mars bojowy.

### Napęd
Napęd stanowiły dwie poziome maszyny parowe podwójnego rozprężania (compound), napędzające dwie śruby (w literaturze na ogół podawane są maszyny parowe potrójnego rozprężania). Rozwijały one moc indykowaną 3400 hp, a przy ciągu wymuszonym 4400 hp. Parę dostarczały cztery cylindryczne kotły parowe. „Jingyuan” na próbach rozwinął 15,5 węzła, a „Laiyuan” 15,75 w.

## Służba w skrócie
Oba krążowniki, łącznie z parą budowanych w Wielkiej Brytanii „Zhiyuan” i „Jingyuan” (zbieżność transkrypcji odmiennej nazwy chińskiej), przeszły w sierpniu 1887 roku na redę Solent pod Portsmouth, skąd 12 września wyruszyły w podróż do kraju, z chińskimi załogami. Po przezimowaniu w Amoy, dotarły do Floty Beiyang wiosną 1888 roku.